# Lokes væddemål med dværgene
Lokes væddemål med dværgene er en fortælling fra den nordiske mytologi.
Engang da Loke igen lavede narrestreger, klippede han håret af Sif. Hun var ulykkelig, og Thor blev rasende på Loke og truede med at dræbe ham, hvis han ikke fik fremstillet nyt hår til Sif. Men det skulle ikke bare være almindeligt hår – nej det skulle være af det pureste guld, og det skulle kunne vokse og blive klippet som normalt hår. 
Loke var udmærket var klar over, at Thor mente, hvad han sagde, og opsøgte Ivaldesønnerne og bad dem om hjælp. Ikke alene indvilligede de i at hjælpe ham, Loke fik dem også overtalt til at lave yderligere to vidundere, skibet Skidbladner og spyddet Gungner. Overbevist om, at de tre genstande ikke havde deres lige, pralede han overfor dværgen Brokk med, at ingen kunne udarbejde værker så prægtige som dem. "Det tør jeg sætte mit hoved på," sagde Loke. 
Brokk opsøgte da sin broder Sindre og Loke fulgte efter. Sindre satte hurtig Brokk til at stå ved blæsebælgen og fik besked på ikke at stoppe på noget tidspunkt – gjorde han det ville værket være ødelagt. Sindre lagde da et svineskind i essen og lod Brokk alene ved bælgen. 
Loke forvandlede sig til en stikflue og stak Brokk for at få ham til at slippe bælgen. Brokk ignorerede smerten og Sindre vendte tilbage. han inspicerede skindet og så til sin glæde at Brokk havde udført arbejdet perfekt. Galten Gyldenbørste så dagens lys. Dernæst lagde Sindre en barre guld i essen og lod endnu engang Brokk alene. Loke stak igen – denne gang hårdere end før, men Brokk holdt ud og Sindre kunne tage ringen Draupner fra essen. Tredje gang lagde Sindre jern i essen og da Brokk blev ladt alene, stak Loke ham så hårdt i øjet at blodet løb ud så han intet kunne se. Så slap Brokk bælgen for at vifte fluen væk. I det sammen kom Sindre ind for at se på værket. Han trak hammeren Mjølner ud – den havde fået et for kort skaft, men Sindre mente, at den kunne anvendes alligevel. 
De drog alle til Asgård for at få dom i væddemålet. Loke gav spyddet Gungner til Odin, Sif fik guldhåret som straks satte sig fast og begyndte at gro og Frej fik Skidbladner. Så var det Brokks tur til at fremvise "sine" værker. Odin fik ringen Draupner, Frej galten Gyldenbørste og Thor fik Mjølner. 
Aserne behøvede ikke lang tid til at vurdere hvilken genstand, som skulle vinde efter de havde hørt alle skattenes egenskaber. Mjølner vandt, idet aserne nu havde et godt våben mod jætterne.
Aserne bekendtegjorde, at dværgen havde vundet og at Loke måtte give sit hoved. 
Loke stak af, men på Brokks foranledning fangede Thor ham. Da Brokk ville hugge hovedet af Loke, sagde han "Hovedet må du gerne få, men halsen er min". Brokk indså at han ikke kunne hugge hovedet af og syede i stedet Lokes mund sammen med Sindres syl. Det kostede Loke et par huller i munden og alle aserne lo.

## I populærkulturen
Fortællingen er brugt som udgangspunkt til Peter Madsens tegneseriealbum Gudernes gaver fra 1997 i serien Valhalla.